# Matti Louekoski

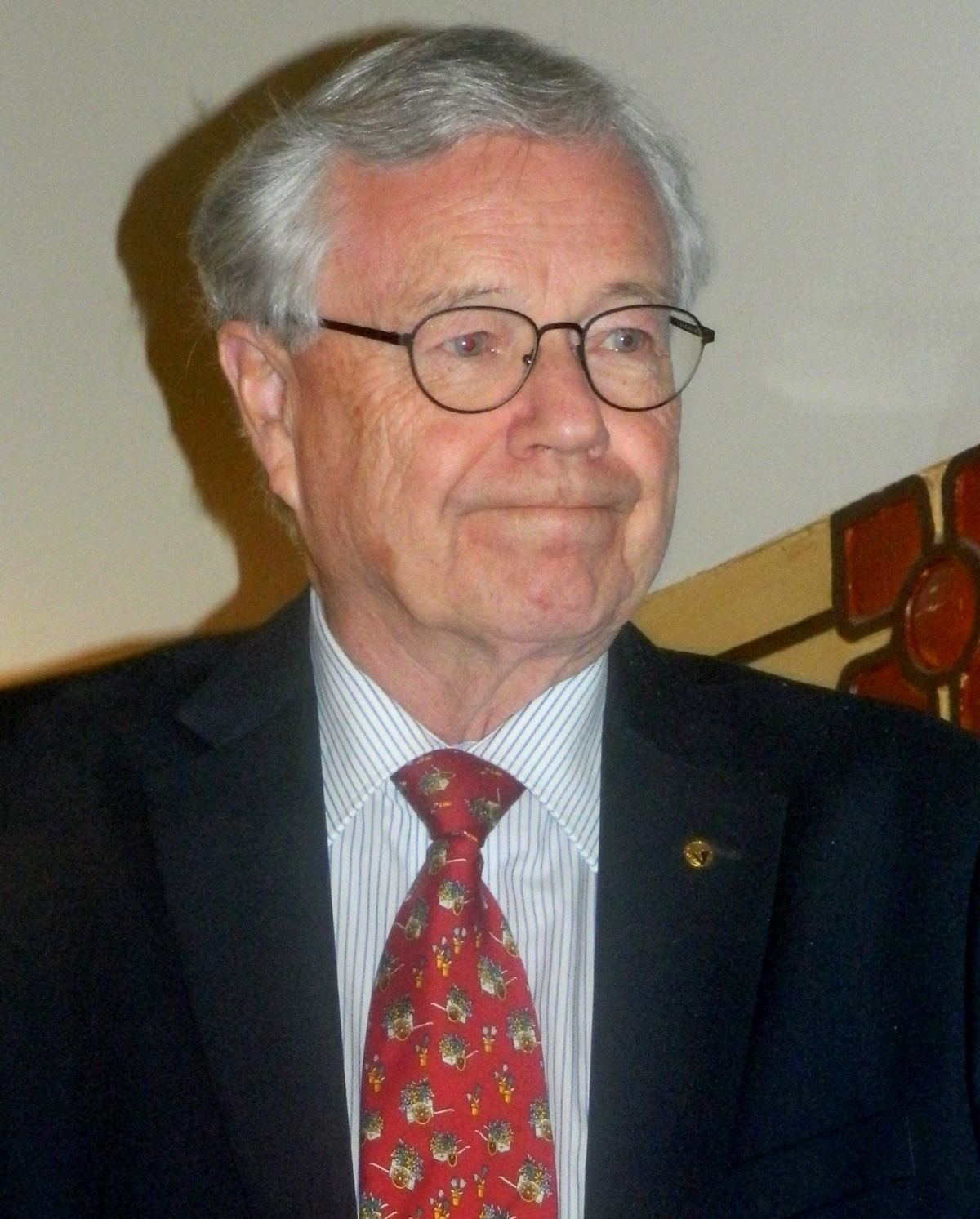
Matti Louekoski (2015).

Matti Kalevi Louekoski, född 14 april 1941 i Uleåborg, är en finländsk politiker. 
Louekoski blev vicehäradshövding 1967, var generalsekreterare i Finlands studentkårers förbund 1967–1969 och tjänsteman vid olika ministerier 1969–1972. Han var ledamot av Finlands riksdag för socialdemokraterna 1976–1979 och 1983–1996 samt undervisningsminister 1971–1972, kansliminister 1972, justitie- och kansliminister 1972–1975, justitieminister 1987-1990 och finansminister 1990–1991. Han invaldes 1996 i direktionen för Finlands Bank.